# 2010년대 대만의 텔레비전 드라마 목록
다음은 2010년대에 방송된 타이완 텔레비전 드라마의 연도순 목록이다.
- 2010년 타이완의 텔레비전 드라마 목록
- 2011년 타이완의 텔레비전 드라마 목록
- 2012년 타이완의 텔레비전 드라마 목록
- 2013년 타이완의 텔레비전 드라마 목록
- 2014년 타이완의 텔레비전 드라마 목록
- 2015년 타이완의 텔레비전 드라마 목록
- 2016년 타이완의 텔레비전 드라마 목록
- 2017년 타이완의 텔레비전 드라마 목록
- 2018년 타이완의 텔레비전 드라마 목록
- 2019년 타이완의 텔레비전 드라마 목록

## 같이 보기
- 2010년대 텔레비전 드라마 목록